# Daltonia constricta
Daltonia constricta är en bladmossart som beskrevs av Potier de la Varde 1957. Daltonia constricta ingår i släktet Daltonia och familjen Daltoniaceae. Inga underarter finns listade i Catalogue of Life.